# Norwegian Air Shuttle

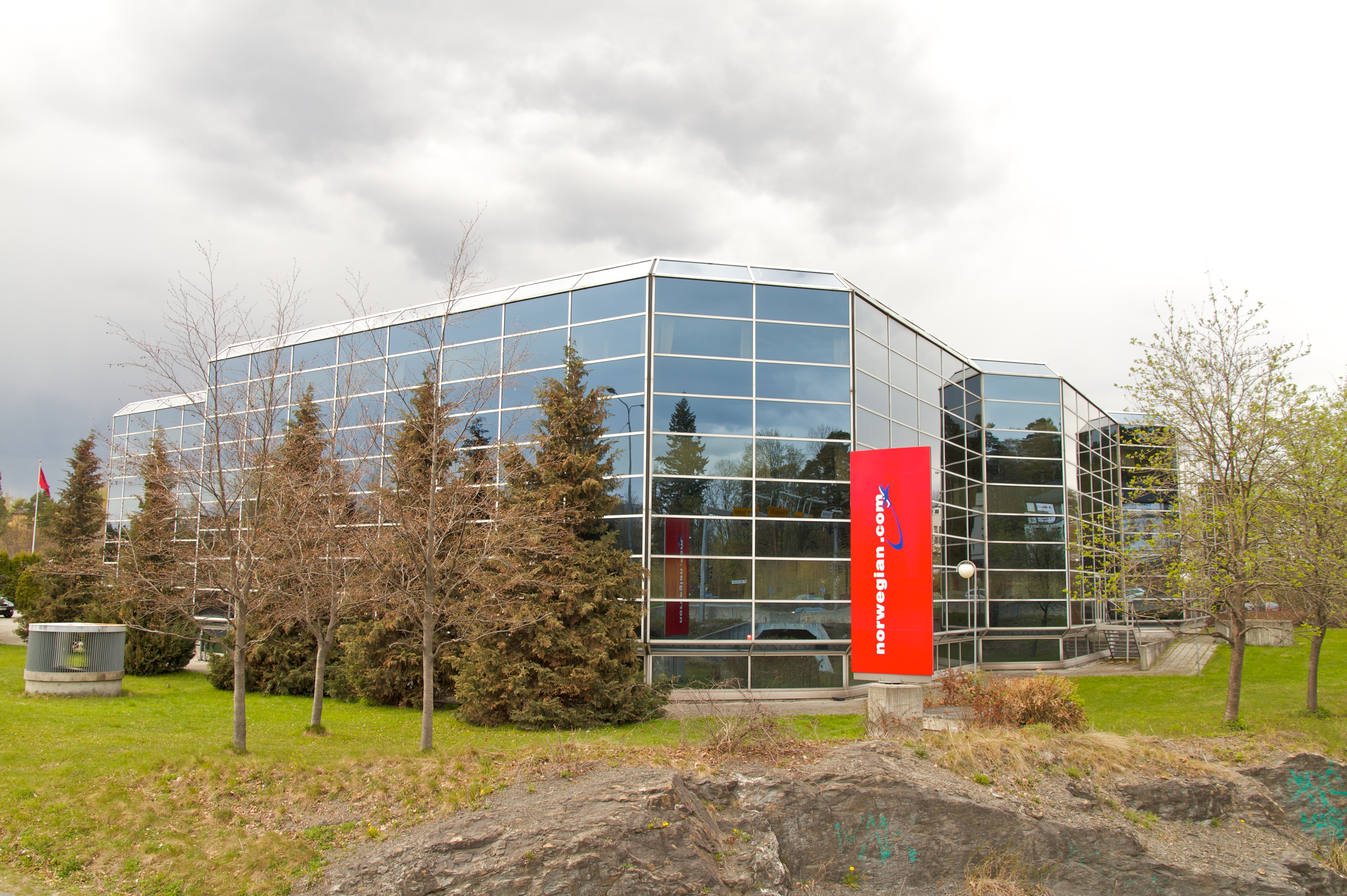
Diamanten, Norwegian Air Shuttles huvudkontor

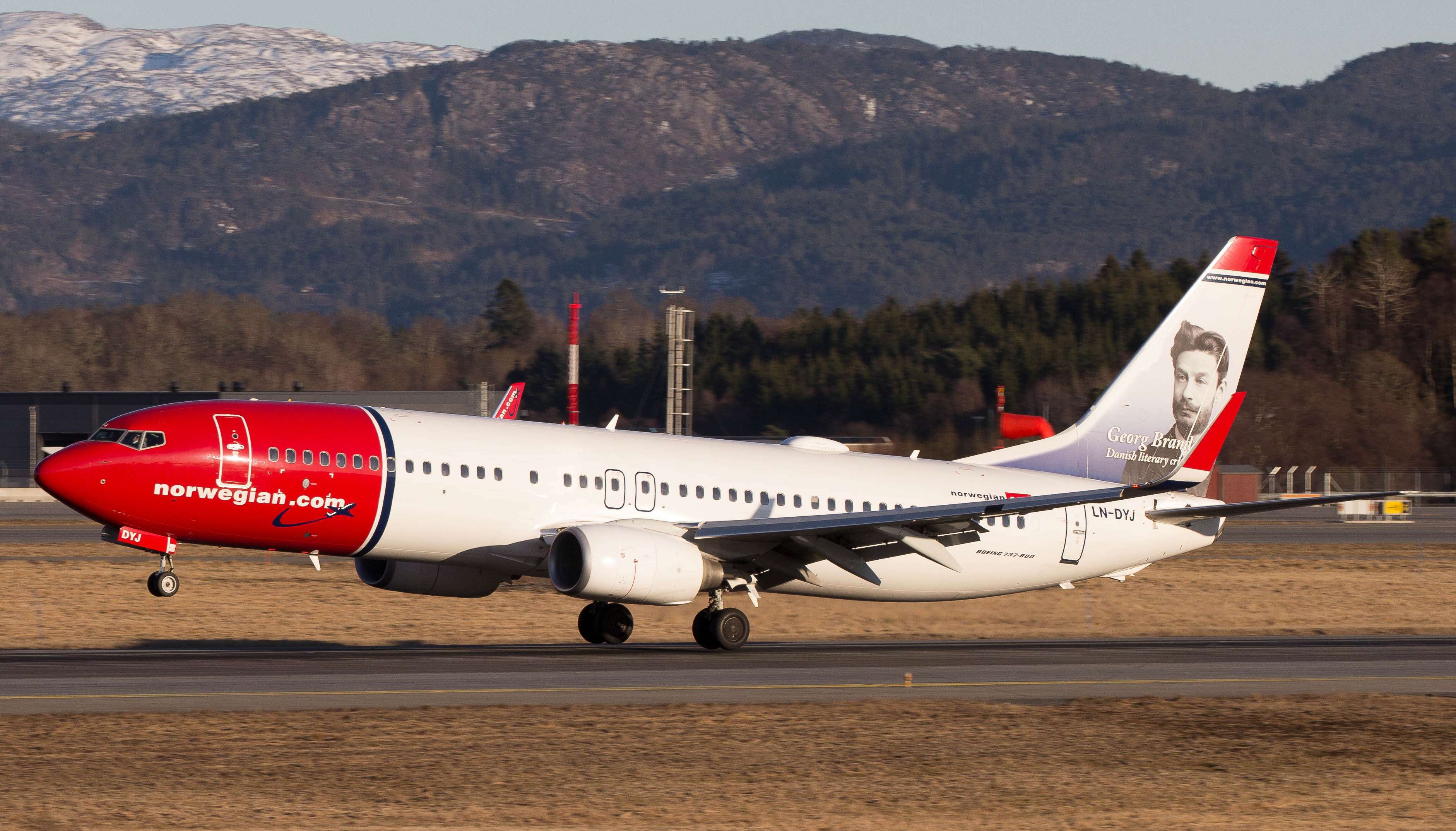
En Boeing 737-800

Norwegian Air Shuttle ASA, eller Norwegian, är ett norskt flygbolag. Företaget grundades 1993 av Bjørn Kjos, senare verkställande direktör från 2002 till 2019.
Norwegian bedriver såväl inrikes och utrikes reguljärflyg som charterflyg. Bolaget är Nordens största lågprisflygbolag och har cirka 45 procent av marknaden i Norge. Det har också omfattande verksamhet i Sverige, Danmark och Finland.  Norwegian har sin administrativa bas på Fornebu, teknisk bas i Stavanger och operativa baser i Bergen, Stavanger, Trondheim, Oslo, Helsingfors, Stockholm, Köpenhamn, Alicante och Malaga. På Stockholm-Arlanda finns även kontoret för den svenska delen av bolaget, Norwegian Air Sweden AOC.
Under 2017 flög över 33 miljoner passagerare med Norwegians totalt 149 flygplan till 150 olika destinationer vilket gör Norwegian till det näst största bolaget i Skandinavien efter SAS. Bolaget har beställningar på över 250 flygplan.
Bjørn Kjos var fram till maj 2020 Norwegians störste ägare samt tidigare dess styrelseordförande och verkställande direktör. Vd från och med 11 juli 2019 var Geir Karlsen, tidigare finansdirektör i bolaget. Sedan 1 januari 2020 har Jacob Schram varit vd för företaget. I och med nyemissionen till företagets långivare i maj 2020 blev AerCap och BOC Holding dess största aktieägare.
Företaget publicerar tidningen Norwegian Magazine. Tidningen utkommer månadsvis och innehåller livsstils- och reserelaterade artiklar. Pappersmagasinet är på engelska. Norwegian Magazine produceras av Ink.

## Incidenter
Norwegian har inte haft några olyckor och kvalificeras som ett av de säkraste flygbolagen. Däremot har bolaget haft drygt 40 incidenter och tillbud varav en del mer allvarliga.
Norwegian har haft problem med långlinjeflygplanet Boeing 787 vilket lett till en del incidenter. Även andra flygbolag har haft problem med samma flygplanstyp.
Den 16 juli 2017 flög Norwegian Air Shuttle Boeing 787-8 LN-LNH med flygnummer DY7088 från Los Angeles,CA (USA) till Stockholm (Sverige). På flygnivå FL390 (39 000 ft, 11 890 m) över Grönland, ungefär 500 nautiska mil (930 km) nordväst om Keflavik (Island), behövde besättningen stänga av den ena motorn av typen Rolls-Royce Trent 1000. Besättningen valde att sjunka till flygnivå FL240 (24 000 ft, 7 320 m) och beslutade att inte fullfölja flygningen utan i stället flyga till Keflavik där planet landade säkert ungefär 90 minuter senare.

## Historik
Företaget grundades år 1993 efter det att regionalflygbolaget Busy Bee hade gått i konkurs. Det specialiserade sig på att vara operatör för Braathens på Vestlandet med Fokker 50. I och med SAS uppköp av Braathens sades samarbetet med Norwegian upp och från och med september 2002 startade verksamheten med fyra egna inrikeslinjer i eget namn i Norge med sex Boeing 737-300. Fokus ligger nu på att erbjuda lågprisflygturer. Flygningarna på Vestlandet med Fokker 50 avvecklades 2003, samma år som bolaget registrerades på Oslobörsen. Bolaget öppnade senare en bas i Polen och flera baser runt om i Norge.
Norwegian köpte 2007 aktiemajoriteten i FlyNordic av Finnair mot aktier i Norwegian. Under hösten 2008, efter Sterlings konkurs, etablerades en bas i Köpenhamn. Därefter har baser öppnats i Stockholm, Helsingfors, London/Gatwick, Barcelona, Alicante, Malaga och Rom.
Den 8 december 2020 ansökte Norwegian om en företagsrekonstruktions i Norge, det efter att tidigare dragit i gång ett rekonstruktionsförfarande i Irland. I januari 2021 presenterade Norwegians styrelse en affärsplan baserad på en enklare bolagsstruktur och ett europeiskt linjenät utan långdistans. Som en del av rekonstruktionen började Norwegian att banta sin flygplansflotta, där de i februari 2021 tillkännagav att den beställning från 2012 om 100 Airbus A320neo och Airbus A321LR skulle annulleras, där enbart 12 flygplan hade levererats. Den 3 mars 2021 bekräftade Norwegian att man annullerat en order om 100 Boeing 737 MAX, där endast 18 flygplan hade levererats. Efter att rekonstruktionen är genomförd så menade man att flygplansflottan ska bestå av Boeing 737 Next Generation.

## Anställda och flygplan
Flygbolaget har 2017 drygt 7000 anställda och använder Boeing 737-800 och Boeing 787.
Norwegians order på flygplan 2012 bestående av 100 Airbus A320neo, 100 Boeing 737 MAX 8 och 22 737-800 för sammanlagt 10 miljarder US dollar, var en av de största i Europa. Företaget satsar på att konkurrera med bland andra lågprisbolagen Ryanair och EasyJet genom lägre driftkostnader med nya typer av bränslesnåla flygplan.
De flesta av Norwegians flygplan har en bild av en känd norsk person på fenan, men också bilder av svenskar, danskar och finländare. Bland svenskar som avbildas finns Greta Garbo, Anders Celsius, Carl von Linné, Evert Taube, Povel Ramel, Anders Zorn och Jenny Lind.

### Flygplansflotta maj 2019
Huvudartikel: Norwegian Air Shuttles flotta

### Norwegian Air Shuttle flotta
I maj 2023 hade Norwegian Air Shuttle tillsammans med bolagets dotterbolag fölande flotta:

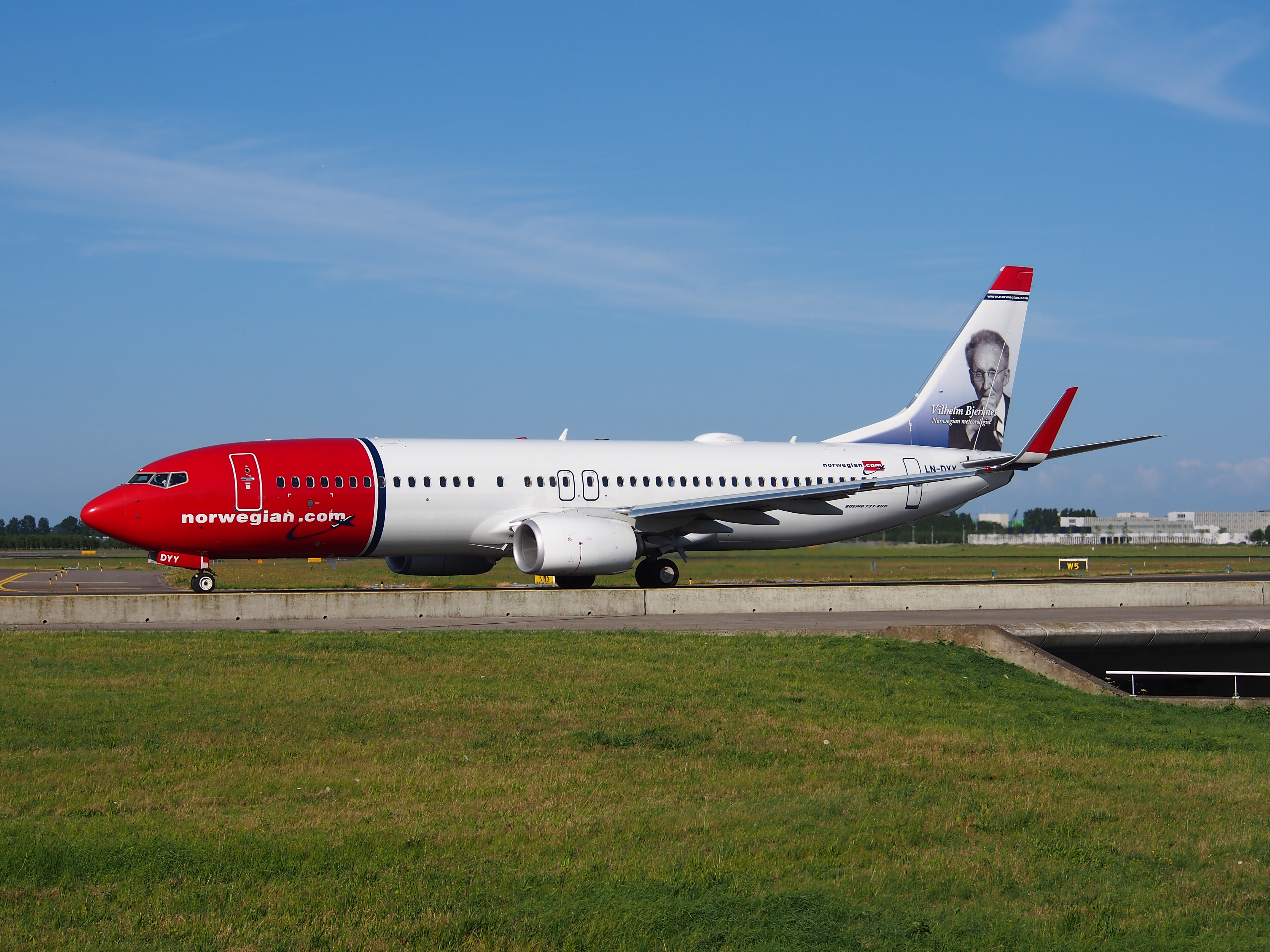
Boeing 737- 800

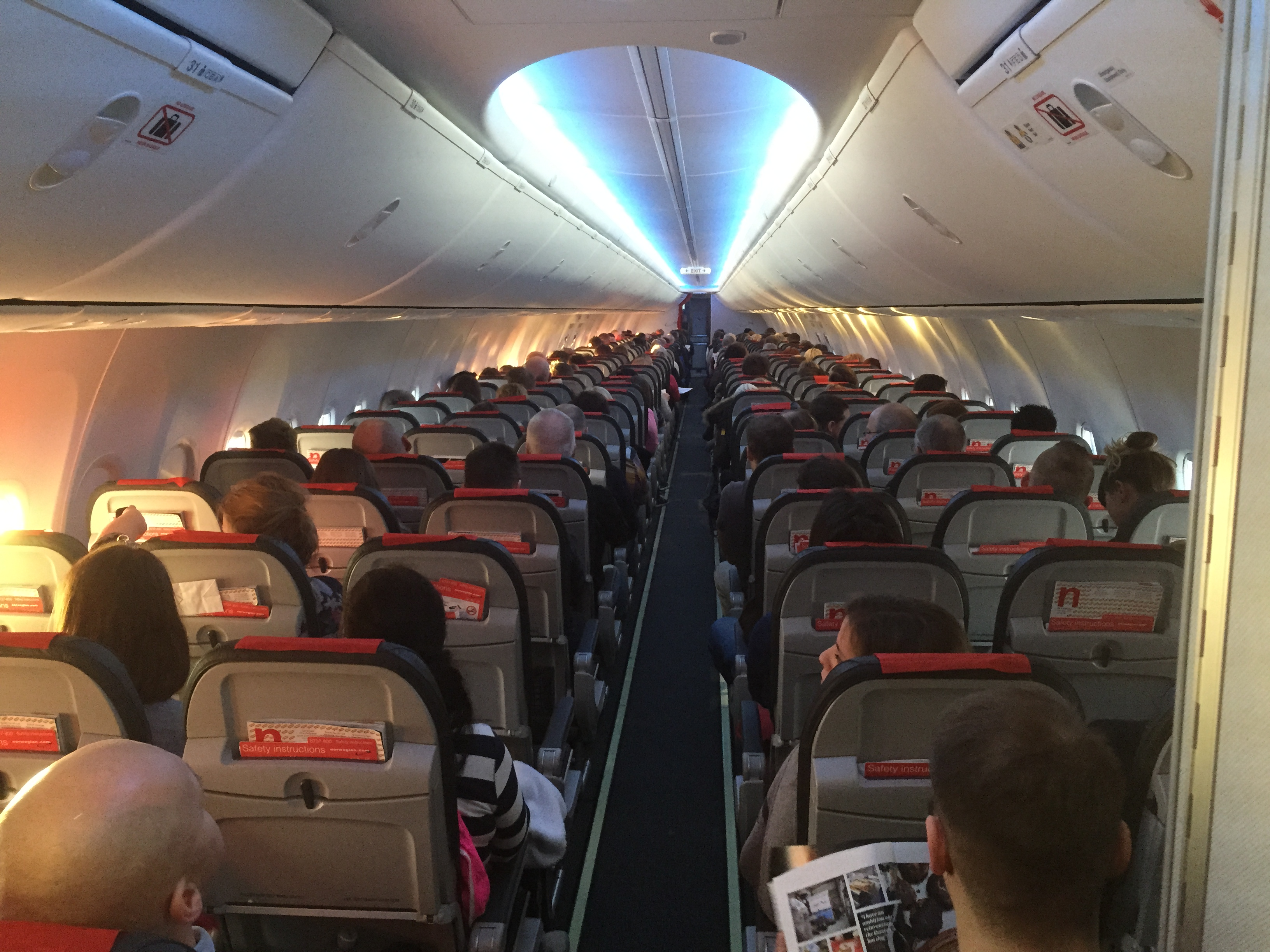
Interiör av en Boeing 737-800 från Norwegian Air Shuttle

| Flygplan         | I trafik | I trafik | Beställningar | Passagerare | Operatör              | Noteringar                                 |
| ---------------- | -------- | -------- | ------------- | ----------- | --------------------- | ------------------------------------------ |
| Boeing 737-800   | 78       | 45       | —             | 186/189     | Norwegian Air Shuttle |                                            |
| Boeing 737-800   | 78       | 28       | —             | 186/189     | Norwegian Air Sweden  |                                            |
| Boeing 737-800   | 78       | 1        | —             | 186         | Norwegian Air Norway  |                                            |
| Boeing 737 MAX 8 | 13       | 6        | 59            | 189         | Norwegian Air Shuttle | 3 st parkerade Leveranser påbörjades 2022. |
| Boeing 737 MAX 8 | 13       | 7        | 59            | 189         | Norwegian Air Sweden  | 3 st parkerade Leveranser påbörjades 2022. |
| Totalt           | 81       | 81       | 59            |             |                       |                                            |

## Destinationer
Destinationer på Norwegians webbplats

## Kritik
Mellan 2011 och 2013 fick Norwegian hård kritik gällande sin personalpolitik. När Helsingforsbasen skulle öppnas rapporterade media att man skulle ha inhyrd kontraktsanställd personal istället för fast anställda i företaget. Norska skatteverket misstänkte i augusti 2012 att många norska medborgare jobbade på kontrakt åt Norwegian på flygningar som gick från Norge och därmed undgick att betala skatt.
Pilotfacket NPU drog Norwegian till domstol för korttidskontrakten. Norwegians vd, Bjørn Kjos, gjorde bara saken värre när han meddelade att inga nya piloter skulle anställas på norska villkor.
Under hösten 2012, började Norwegian använda kontraktspiloter på inter-skandinaviska rutter, vilket pilotfacket NPU ansåg vara ett brott mot arbetsreglerna och anställningsavtalen. NPU stämde därefter Norwegian.
I oktober 2013 hotade NPU med strejk då piloterna antingen blev avskedade eller blev tvungna att bli anställda hos Norwegian Air Norway eller Norwegian Air Resources AB, vilka bägge är två bemanningsföretag ägda av Norwegian Air Shuttle. Dessa bolag skulle sedan hyra tillbaks personalen till Norwegian. NPU och Svensk Pilotförening beskyllde Norwegian för att splittra pilotkåren och med ett slutgiltigt mål att konvertera de fasta anställningarna till kontrakt.
I mitten av december 2013 varslade Norwegian Air Shuttle sin svenska kabinpersonal om uppsägning eller till att bli kontraktsanställda hos bemanningsföretaget Proffice Aviation. Enligt fackförbundet Unionen lyckades man rädda 53 jobb men var missnöjda med hur Norwegian hade agerat. Händelsen ledde till att Vänsterpartiets partiledare Jonas Sjöstedt krävde krafttag mot nyttjande av bemanningsföretag.

### Norwegian Long Haul
Norwegian har också fått skarp kritik kring sin långdistansverksamhet, där man har anställt kabinpersonal på thailändska anställningskontrakt. Detta har lett till att det amerikanska flygfacket ALPA har kritiserat Norwegian för osund konkurrens och det har i media förts diskussioner om huruvida social dumpning ska tillåtas.
Den 28 juli 2014 blev ett Norwegian Dreamliner-plan från Stockholm-Arlanda till Fort Lauderdale försenat med 57 timmar. Det berodde på att en blixt slagit ner i flygplanet.